# Karmosinfink
Karmosinfink (Agraphospiza rubescens) är en bergslevande asiatisk fågel i familjen finkar inom ordningen tättingar.

## Kännetecken

### Utseende
Karmosinfink är en 15 centimeter lång kompakt fink med rätt tunn näbb. Hanen är övervägande karmosinrosa, undertill med en gråaktig anstrykning, och påfallande ostreckad jämfört med liknande arter, framför allt rosenfinken. Den saknar också både ögonbrynsstreck, vingband och kontrasterande kanter på tertialerna. Även honan är ostreckat gråbrun med rödaktig eller olivfärgad övergump och övre stjärttäckare.

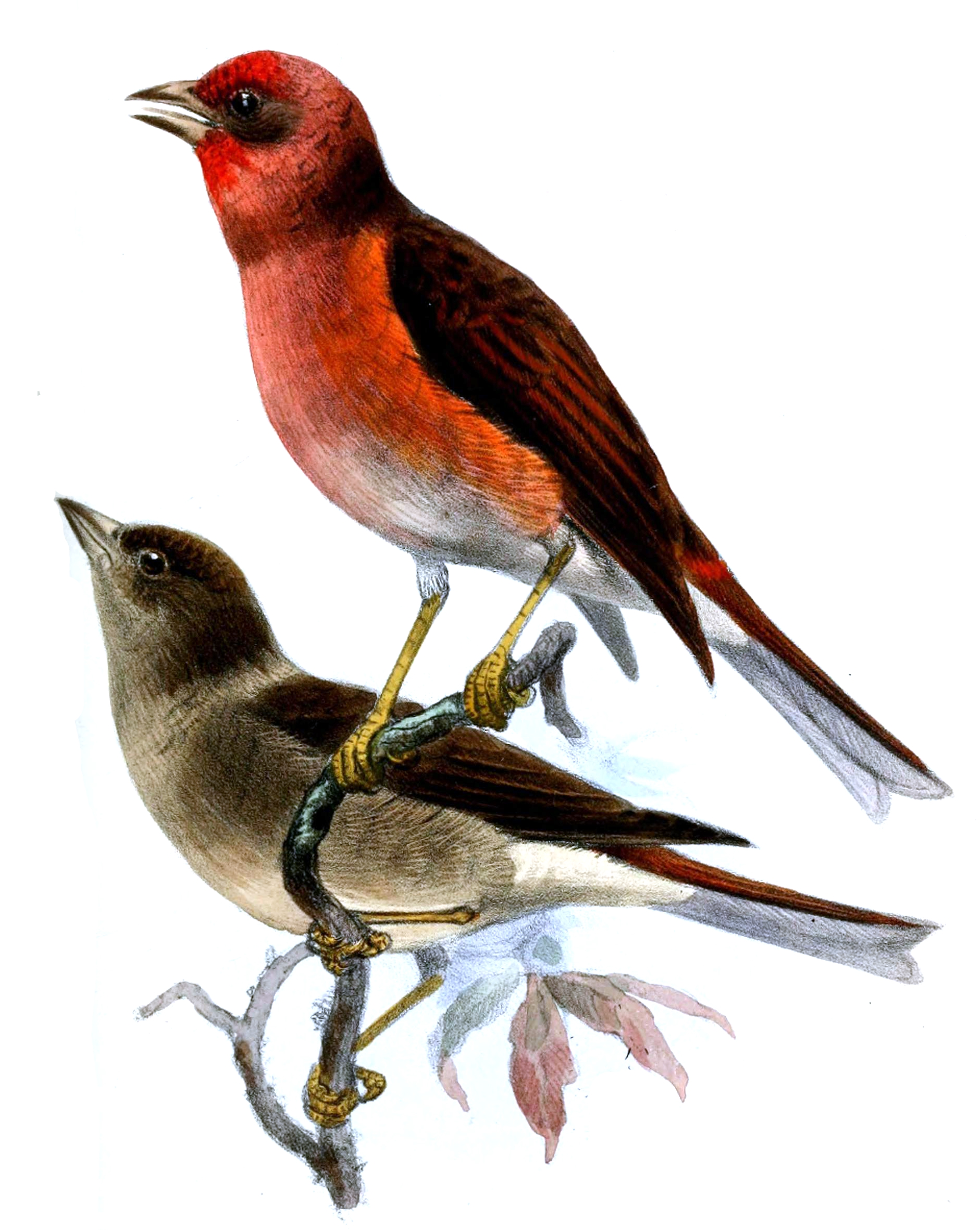
Hane över, hona under.

### Läte
Karmosinfinken levererar en högljudd melodisk sång, ofta från en trädtopp, bestående av upprepade trenotsfraser.

## Utbredning och systematik
Arten förekommer i barrskogar från Nepal till sydöstra Tibet och sydvästra Kina. Den behandlas som monotypisk, det vill säga att den inte delas in i några underarter.

### Släktestillhörighet
Tidigare placerades karmosinfinken bland rosenfinkarna i Carpodacus. Efter DNA-studier som visar att den endast är avlägset släkt. Istället tillhör den en grupp finkar där bland annat domherrar, ökentrumpetare och alpfinkar ingår. Av den anledningen har den därför lyfts ut till ett eget släkte, Agraphospiza. Närmast släkt är den med de asiatiska arterna rhododendronfink (Callacanthis burtoni) och epålettfink (Pyrrhoplectes epauletta). 

## Levnadssätt
Karmosinfinken återfinns i öppningar i barr- eller blandskog, på mellan 1500 och 4000 meters höjd. Födan är dåligt känd, men tros bestå av små frön. Den födosöker på marken och uppträder i par under häckningssäsongen, i flockar om upp till 30 individer vintertid. Fynd av hanar i sydöstra Tibet med svullna testiklar i början av februari antyder att den inleder häckning tidigt.

## Status och hot
Arten har ett stort utbredningsområde, men tros minska i antal, dock inte tillräckligt kraftigt för att den ska betraktas som hotad. Internationella naturvårdsunionen IUCN listar arten som livskraftig (LC). Den beskrivs dock som fåtalig, sällsynt och dåligt känd.

## Namn
Arten kallades tidigare karmosinrosenfink på svenska men blev tilldelad ett nytt namn efter DNA-studier som visar att den inte är nära släkt med rosenfinkarna.